# アマミカジカエデ
アマミカジカエデ（奄美梶楓、学名: Acer amamiense）はムクロジ科カエデ属の落葉高木。雌雄異株。奄美大島以南の琉球列島に分布するカエデ3種のうちの1種。秋に赤または黄色に紅葉する。

## 特徴
樹高は5-15 m。本土に生育する カジカエデAcer diabolicumによく似て、葉は単葉、5 - 7裂し、基部は心形になり、縁は大きく粗い鋸歯がある。しかしカジカエデと異なり、葉の表面も葉柄は無毛で、裏面の葉脈上と基部にのみ疎らに毛がある。葉柄の長さは葉身と同じ長さかまたは短い。花期は3月。葉が展開する前に散房花序を出す。花は淡緑色で、カジカエデのように赤みを帯びない。果実は翼果で、表面には軟毛はあるが、カジカエデのような長剛毛がない。

## 分布と生育環境
日本固有種。琉球列島の奄美大島のごく限られた場所にのみ分布する。東シナ海に面する、とある村落にほど近い、ちいさな谷間の傾斜地に生育する。成木の数が極めて少なく、環境省レッドリストで絶滅危惧IA類とされている。
原記載論文にはタイプ産地が奄美市の金作原と記載されているが、記載者の山崎に標本を提供し現地に案内した地元研究者の山下の記述では現在唯一知られている大和村の生育地であることがうかがえ、食い違いがある。

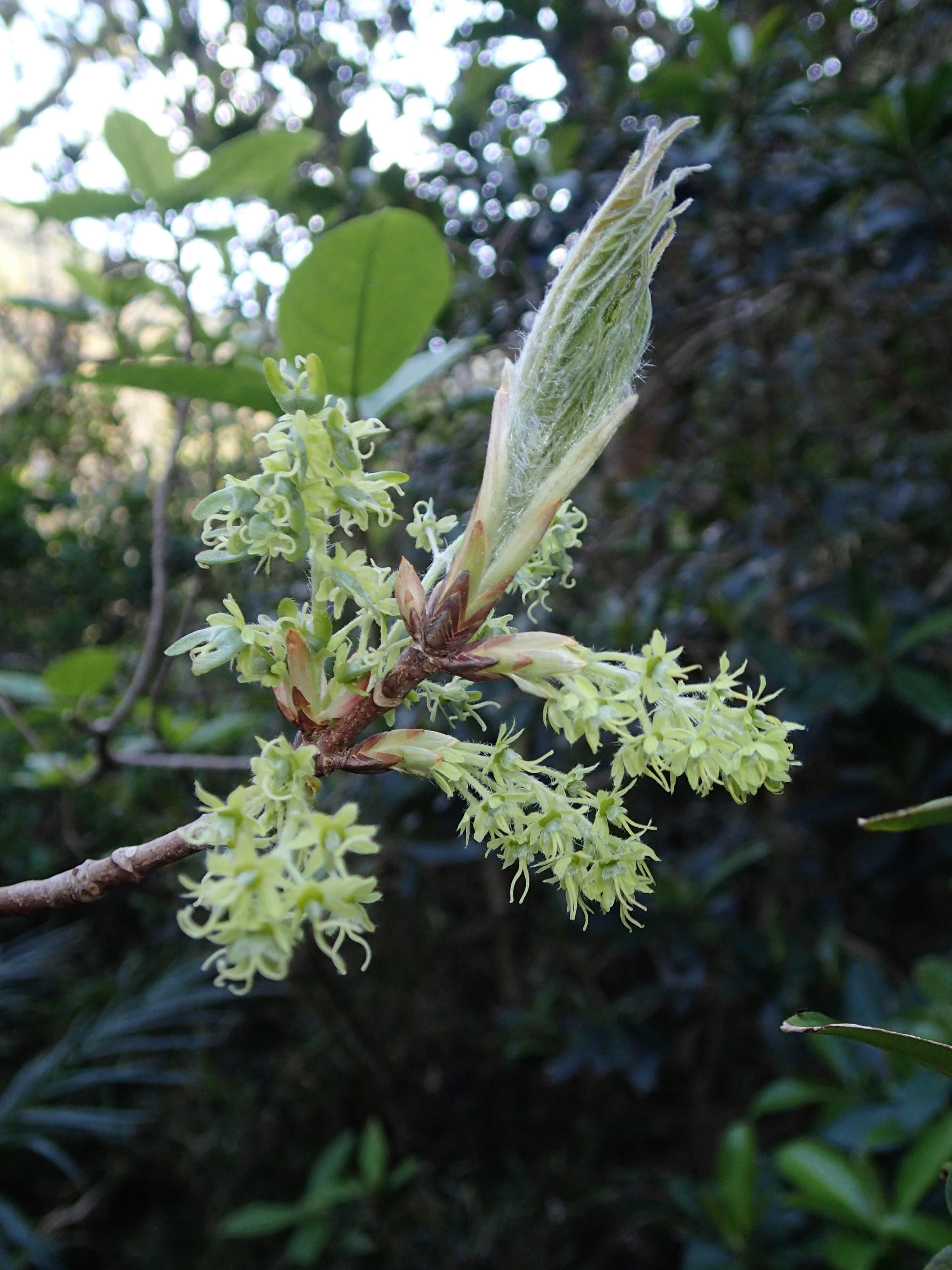
雌花 奄美大島
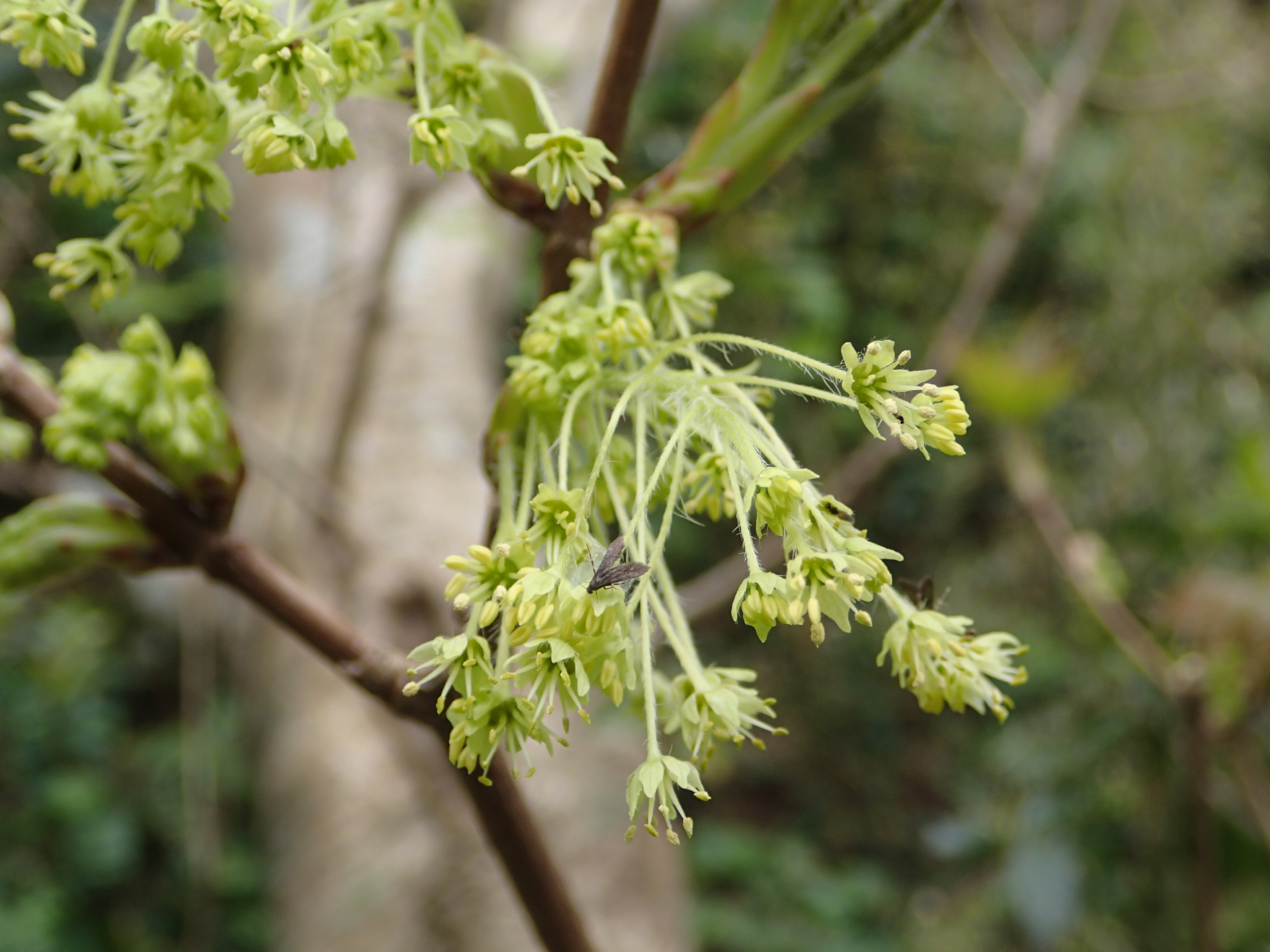
雄花 奄美大島